# Agylla beema
Agylla beema är en fjärilsart som beskrevs av Moore 1865. Agylla beema ingår i släktet Agylla och familjen björnspinnare. Inga underarter finns listade i Catalogue of Life.